# Eleições presidenciais portuguesas de 2006 no distrito de Faro
| Eleições presidenciais portuguesas de 2006 Distritos: Aveiro \| Beja \| Braga \| Bragança \| Castelo Branco \| Coimbra \| Évora \| Faro \| Guarda \| Leiria \| Lisboa \| Portalegre \| Porto \| Santarém \| Setúbal \| Viana do Castelo \| Vila Real \| Viseu \| Açores \| Madeira \| Estrangeiro |

## Resultados por Concelho
Os resultados nos concelhos do Distrito de Faro foram os seguintes:

### Albufeira
| Candidato               | Candidato               | Votos  | %               |
| ----------------------- | ----------------------- | ------ | --------------- |
|                         | Aníbal Cavaco Silva     | 8 060  | 57,32 / 100,00  |
|                         | Manuel Alegre           | 2 697  | 19,18 / 100,00  |
|                         | Mário Soares            | 1 495  | 10,63 / 100,00  |
|                         | Jerónimo de Sousa       | 925    | 6,58 / 100,00   |
|                         | Francisco Louçã         | 811    | 5,77 / 100,00   |
|                         | Garcia Pereira          | 73     | 0,52 / 100,00   |
| Votos Inválidos         | Votos Inválidos         | 312    | 2,17 / 100,00   |
| Total                   | Total                   | 14 373 | 100,00 / 100,00 |
| Eleitorado/Participação | Eleitorado/Participação | 24 328 | 59,08 / 100,00  |

| Freguesia     | %     | %     | %     | %    | %    | %    | Votantes |
| Freguesia     | ACS   | MA    | MS    | JDS  | FL   | GP   | Votantes |
| ------------- | ----- | ----- | ----- | ---- | ---- | ---- | -------- |
| Albufeira     | 57,60 | 18,64 | 9,67  | 7,41 | 6,18 | 0,50 | 7 613    |
| Ferreiras     | 53,53 | 21,63 | 13,12 | 5,95 | 5,02 | 0,74 | 2 211    |
| Guia          | 58,91 | 21,17 | 11,56 | 3,97 | 4,18 | 0,21 | 1 472    |
| Olhos de Água | 61,65 | 14,84 | 10,37 | 6,30 | 6,30 | 0,53 | 1 541    |
| Paderne       | 55,42 | 20,88 | 11,24 | 6,09 | 5,76 | 0,60 | 1 536    |
| Albufeira     | 57,32 | 19,18 | 10,63 | 6,58 | 5,77 | 0,52 | 14 373   |

### Alcoutim
| Candidato               | Candidato               | Votos | %               |
| ----------------------- | ----------------------- | ----- | --------------- |
|                         | Aníbal Cavaco Silva     | 965   | 50,50 / 100,00  |
|                         | Manuel Alegre           | 368   | 19,26 / 100,00  |
|                         | Mário Soares            | 348   | 18,21 / 100,00  |
|                         | Jerónimo de Sousa       | 154   | 8,06 / 100,00   |
|                         | Francisco Louçã         | 61    | 3,19 / 100,00   |
|                         | Garcia Pereira          | 15    | 0,78 / 100,00   |
| Votos Inválidos         | Votos Inválidos         | 39    | 2,00 / 100,00   |
| Total                   | Total                   | 1 950 | 100,00 / 100,00 |
| Eleitorado/Participação | Eleitorado/Participação | 3 424 | 56,95 / 100,00  |

| Freguesia    | %     | %     | %     | %     | %    | %    | Votantes |
| Freguesia    | ACS   | MA    | MS    | JDS   | FL   | GP   | Votantes |
| ------------ | ----- | ----- | ----- | ----- | ---- | ---- | -------- |
| Alcoutim     | 42,47 | 22,69 | 20,87 | 9,07  | 4,36 | 0,54 | 564      |
| Giões        | 41,11 | 18,89 | 17,78 | 17,78 | 2,78 | 1,67 | 183      |
| Martim Longo | 60,54 | 17,26 | 13,58 | 5,66  | 2,55 | 0,42 | 716      |
| Pereiro      | 39,47 | 25,00 | 21,71 | 9,21  | 3,29 | 1,32 | 158      |
| Vaqueiros    | 52,65 | 15,26 | 22,43 | 5,61  | 2,80 | 1,25 | 329      |
| Alcoutim     | 50,50 | 19,26 | 18,21 | 8,06  | 3,19 | 0,78 | 1 950    |

### Aljezur
| Candidato               | Candidato               | Votos | %               |
| ----------------------- | ----------------------- | ----- | --------------- |
|                         | Aníbal Cavaco Silva     | 848   | 33,97 / 100,00  |
|                         | Manuel Alegre           | 716   | 28,69 / 100,00  |
|                         | Mário Soares            | 414   | 16,59 / 100,00  |
|                         | Jerónimo de Sousa       | 307   | 12,30 / 100,00  |
|                         | Francisco Louçã         | 189   | 7,57 / 100,00   |
|                         | Garcia Pereira          | 22    | 0,88 / 100,00   |
| Votos Inválidos         | Votos Inválidos         | 70    | 2,73 / 100,00   |
| Total                   | Total                   | 2 566 | 100,00 / 100,00 |
| Eleitorado/Participação | Eleitorado/Participação | 4 408 | 58,21 / 100,00  |

| Freguesia | %     | %     | %     | %     | %    | %    | Votantes |
| Freguesia | ACS   | MA    | MS    | JDS   | FL   | GP   | Votantes |
| --------- | ----- | ----- | ----- | ----- | ---- | ---- | -------- |
| Aljezur   | 37,86 | 31,45 | 13,68 | 9,32  | 7,09 | 0,60 | 1 201    |
| Bordeira  | 39,69 | 29,90 | 15,98 | 6,70  | 6,70 | 1,03 | 198      |
| Odeceixe  | 28,99 | 26,07 | 14,01 | 22,57 | 7,59 | 0,78 | 535      |
| Rogil     | 28,96 | 25,24 | 24,43 | 11,17 | 8,74 | 1,46 | 632      |
| Aljezur   | 33,97 | 28,69 | 16,59 | 12,30 | 7,57 | 0,88 | 2 566    |

### Castro Marim
| Candidato               | Candidato               | Votos | %               |
| ----------------------- | ----------------------- | ----- | --------------- |
|                         | Aníbal Cavaco Silva     | 1 708 | 48,26 / 100,00  |
|                         | Manuel Alegre           | 837   | 23,65 / 100,00  |
|                         | Mário Soares            | 552   | 15,60 / 100,00  |
|                         | Jerónimo de Sousa       | 209   | 5,91 / 100,00   |
|                         | Francisco Louçã         | 209   | 5,91 / 100,00   |
|                         | Garcia Pereira          | 24    | 0,68 / 100,00   |
| Votos Inválidos         | Votos Inválidos         | 65    | 1,80 / 100,00   |
| Total                   | Total                   | 3 604 | 100,00 / 100,00 |
| Eleitorado/Participação | Eleitorado/Participação | 5 997 | 60,10 / 100,00  |

| Freguesia    | %     | %     | %     | %    | %    | %    | Votantes |
| Freguesia    | ACS   | MA    | MS    | JDS  | FL   | GP   | Votantes |
| ------------ | ----- | ----- | ----- | ---- | ---- | ---- | -------- |
| Altura       | 43,43 | 27,68 | 12,54 | 8,53 | 7,12 | 0,70 | 1 014    |
| Azinhal      | 65,58 | 12,74 | 14,09 | 4,34 | 2,71 | 0,54 | 377      |
| Castro Marim | 46,58 | 25,02 | 15,47 | 5,36 | 7,09 | 0,49 | 1 656    |
| Odeleite     | 50,36 | 19,64 | 22,55 | 3,82 | 2,36 | 1,27 | 557      |
| Castro Marim | 48,26 | 23,65 | 15,60 | 5,91 | 5,91 | 0,68 | 3 604    |

### Faro
| Candidato               | Candidato               | Votos  | %               |
| ----------------------- | ----------------------- | ------ | --------------- |
|                         | Aníbal Cavaco Silva     | 13 812 | 46,21 / 100,00  |
|                         | Manuel Alegre           | 7 723  | 25,84 / 100,00  |
|                         | Mário Soares            | 3 844  | 12,86 / 100,00  |
|                         | Jerónimo de Sousa       | 2 304  | 7,71 / 100,00   |
|                         | Francisco Louçã         | 2 057  | 6,88 / 100,00   |
|                         | Garcia Pereira          | 147    | 0,49 / 100,00   |
| Votos Inválidos         | Votos Inválidos         | 644    | 2,11 / 100,00   |
| Total                   | Total                   | 30 531 | 100,00 / 100,00 |
| Eleitorado/Participação | Eleitorado/Participação | 49 457 | 61,73 / 100,00  |

| Freguesia             | %     | %     | %     | %     | %    | %    | Votantes |
| Freguesia             | ACS   | MA    | MS    | JDS   | FL   | GP   | Votantes |
| --------------------- | ----- | ----- | ----- | ----- | ---- | ---- | -------- |
| Conceição             | 49,44 | 23,36 | 12,88 | 8,12  | 5,72 | 0,48 | 1 914    |
| Estoi                 | 53,03 | 22,84 | 10,34 | 7,16  | 6,12 | 0,52 | 1 580    |
| Faro (São Pedro)      | 44,07 | 26,41 | 14,31 | 7,36  | 7,21 | 0,63 | 7 088    |
| Faro (Sé)             | 45,33 | 27,18 | 12,68 | 7,30  | 7,03 | 0,48 | 15 213   |
| Montenegro            | 50,26 | 23,89 | 11,68 | 6,43  | 7,40 | 0,35 | 2 954    |
| Santa Bárbara de Nexe | 46,10 | 20,64 | 12,84 | 14,74 | 5,39 | 0,29 | 1 782    |
| Faro                  | 46,21 | 25,84 | 12,86 | 7,71  | 6,88 | 0,49 | 30 531   |

### Lagoa
| Candidato               | Candidato               | Votos  | %               |
| ----------------------- | ----------------------- | ------ | --------------- |
|                         | Aníbal Cavaco Silva     | 4 659  | 48,52 / 100,00  |
|                         | Manuel Alegre           | 2 157  | 22,46 / 100,00  |
|                         | Mário Soares            | 1 258  | 13,10 / 100,00  |
|                         | Jerónimo de Sousa       | 755    | 7,86 / 100,00   |
|                         | Francisco Louçã         | 712    | 7,41 / 100,00   |
|                         | Garcia Pereira          | 62     | 0,65 / 100,00   |
| Votos Inválidos         | Votos Inválidos         | 203    | 2,07 / 100,00   |
| Total                   | Total                   | 9 806  | 100,00 / 100,00 |
| Eleitorado/Participação | Eleitorado/Participação | 15 817 | 62,00 / 100,00  |

| Freguesia | %     | %     | %     | %     | %     | %    | Votantes |
| Freguesia | ACS   | MA    | MS    | JDS   | FL    | GP   | Votantes |
| --------- | ----- | ----- | ----- | ----- | ----- | ---- | -------- |
| Carvoeiro | 55,44 | 21,35 | 9,70  | 6,27  | 6,86  | 0,39 | 1 042    |
| Estômbar  | 41,87 | 24,49 | 14,18 | 11,26 | 7,61  | 0,59 | 2 259    |
| Ferragudo | 35,63 | 27,01 | 18,01 | 8,24  | 10,44 | 0,67 | 1 068    |
| Lagoa     | 56,85 | 18,73 | 12,44 | 6,16  | 5,23  | 0,59 | 3 105    |
| Parchal   | 39,66 | 27,85 | 12,55 | 9,13  | 10,00 | 0,81 | 1 527    |
| Porches   | 59,95 | 16,35 | 11,53 | 4,06  | 7,10  | 1,01 | 805      |
| Lagoa     | 48,52 | 22,46 | 13,10 | 7,86  | 7,41  | 0,65 | 9 806    |

### Lagos
| Candidato               | Candidato               | Votos  | %               |
| ----------------------- | ----------------------- | ------ | --------------- |
|                         | Aníbal Cavaco Silva     | 4 840  | 39,10 / 100,00  |
|                         | Manuel Alegre           | 3 601  | 29,09 / 100,00  |
|                         | Mário Soares            | 2 001  | 16,16 / 100,00  |
|                         | Francisco Louçã         | 946    | 7,64 / 100,00   |
|                         | Jerónimo de Sousa       | 927    | 7,49 / 100,00   |
|                         | Garcia Pereira          | 65     | 0,53 / 100,00   |
| Votos Inválidos         | Votos Inválidos         | 297    | 2,34 / 100,00   |
| Total                   | Total                   | 12 677 | 100,00 / 100,00 |
| Eleitorado/Participação | Eleitorado/Participação | 20 513 | 61,80 / 100,00  |

| Freguesia             | %     | %     | %     | %    | %     | %    | Votantes |
| Freguesia             | ACS   | MA    | MS    | FL   | JDS   | GP   | Votantes |
| --------------------- | ----- | ----- | ----- | ---- | ----- | ---- | -------- |
| Barão de São João     | 39,02 | 27,17 | 17,63 | 5,49 | 10,40 | 0,29 | 352      |
| Bensafrim             | 31,66 | 34,87 | 17,02 | 8,93 | 6,97  | 0,56 | 739      |
| Lagos (Santa Maria)   | 46,51 | 27,69 | 12,82 | 6,95 | 5,71  | 0,31 | 3 286    |
| Lagos (São Sebastião) | 36,60 | 29,83 | 16,37 | 8,00 | 8,57  | 0,62 | 5 922    |
| Luz                   | 37,72 | 26,88 | 22,52 | 6,95 | 5,28  | 0,65 | 1 103    |
| Odiáxere              | 36,98 | 28,38 | 17,44 | 8,20 | 8,44  | 0,56 | 1 275    |
| Lagos                 | 39,10 | 29,09 | 16,16 | 7,64 | 7,49  | 0,53 | 12 677   |

### Loulé
| Candidato               | Candidato               | Votos  | %               |
| ----------------------- | ----------------------- | ------ | --------------- |
|                         | Aníbal Cavaco Silva     | 17 289 | 61,40 / 100,00  |
|                         | Manuel Alegre           | 5 080  | 18,04 / 100,00  |
|                         | Mário Soares            | 2 961  | 10,52 / 100,00  |
|                         | Francisco Louçã         | 1 481  | 5,26 / 100,00   |
|                         | Jerónimo de Sousa       | 1 224  | 4,35 / 100,00   |
|                         | Garcia Pereira          | 124    | 0,44 / 100,00   |
| Votos Inválidos         | Votos Inválidos         | 591    | 2,06 / 100,00   |
| Total                   | Total                   | 28 750 | 100,00 / 100,00 |
| Eleitorado/Participação | Eleitorado/Participação | 48 391 | 59,41 / 100,00  |

| Freguesia             | %     | %     | %     | %    | %    | %    | Votantes |
| Freguesia             | ACS   | MA    | MS    | FL   | JDS  | GP   | Votantes |
| --------------------- | ----- | ----- | ----- | ---- | ---- | ---- | -------- |
| Almancil              | 61,51 | 16,98 | 10,12 | 5,44 | 5,59 | 0,36 | 3 454    |
| Alte                  | 53,28 | 21,37 | 13,88 | 6,48 | 4,63 | 0,37 | 1 103    |
| Ameixial              | 68,49 | 10,96 | 15,34 | 2,47 | 2,47 | 0,27 | 376      |
| Benafim               | 63,11 | 14,40 | 12,30 | 4,53 | 5,18 | 0,49 | 626      |
| Boliqueime            | 73,06 | 11,91 | 8,30  | 2,89 | 3,32 | 0,51 | 2 408    |
| Loulé (São Clemente)  | 54,73 | 22,73 | 11,25 | 6,00 | 4,89 | 0,40 | 7 200    |
| Loulé (São Sebastião) | 67,06 | 15,28 | 9,39  | 4,10 | 3,69 | 0,48 | 3 428    |
| Quarteira             | 63,86 | 17,24 | 8,52  | 5,78 | 4,15 | 0,45 | 7 482    |
| Querença              | 54,22 | 17,47 | 18,67 | 5,82 | 3,61 | 0,20 | 508      |
| Salir                 | 54,49 | 20,26 | 15,09 | 5,67 | 3,99 | 0,50 | 1 638    |
| Tôr                   | 64,41 | 14,70 | 14,31 | 3,29 | 2,13 | 1,16 | 527      |
| Loulé                 | 61,40 | 18,04 | 10,52 | 5,26 | 4,35 | 0,44 | 28 750   |

### Monchique
| Candidato               | Candidato               | Votos | %               |
| ----------------------- | ----------------------- | ----- | --------------- |
|                         | Aníbal Cavaco Silva     | 1 759 | 44,80 / 100,00  |
|                         | Manuel Alegre           | 962   | 24,50 / 100,00  |
|                         | Mário Soares            | 665   | 16,94 / 100,00  |
|                         | Jerónimo de Sousa       | 286   | 7,28 / 100,00   |
|                         | Francisco Louçã         | 216   | 5,50 / 100,00   |
|                         | Garcia Pereira          | 38    | 0,97 / 100,00   |
| Votos Inválidos         | Votos Inválidos         | 121   | 2,99 / 100,00   |
| Total                   | Total                   | 4 047 | 100,00 / 100,00 |
| Eleitorado/Participação | Eleitorado/Participação | 5 944 | 68,09 / 100,00  |

| Freguesia | %     | %     | %     | %    | %    | %    | Votantes |
| Freguesia | ACS   | MA    | MS    | JDS  | FL   | GP   | Votantes |
| --------- | ----- | ----- | ----- | ---- | ---- | ---- | -------- |
| Alferce   | 48,66 | 22,15 | 21,48 | 4,03 | 2,68 | 1,01 | 311      |
| Marmelete | 59,86 | 12,79 | 19,01 | 4,26 | 3,37 | 0,71 | 575      |
| Monchique | 41,66 | 26,88 | 16,12 | 8,16 | 6,17 | 1,01 | 3 161    |
| Monchique | 44,80 | 24,50 | 16,94 | 7,28 | 5,50 | 0,97 | 4 047    |

### Olhão
| Candidato               | Candidato               | Votos  | %               |
| ----------------------- | ----------------------- | ------ | --------------- |
|                         | Aníbal Cavaco Silva     | 8 189  | 47,03 / 100,00  |
|                         | Manuel Alegre           | 4 013  | 23,05 / 100,00  |
|                         | Mário Soares            | 2 253  | 12,94 / 100,00  |
|                         | Jerónimo de Sousa       | 1 536  | 8,82 / 100,00   |
|                         | Francisco Louçã         | 1 277  | 7,33 / 100,00   |
|                         | Garcia Pereira          | 143    | 0,82 / 100,00   |
| Votos Inválidos         | Votos Inválidos         | 396    | 2,23 / 100,00   |
| Total                   | Total                   | 17 807 | 100,00 / 100,00 |
| Eleitorado/Participação | Eleitorado/Participação | 32 346 | 55,05 / 100,00  |

| Freguesia    | %     | %     | %     | %     | %    | %    | Votantes |
| Freguesia    | ACS   | MA    | MS    | JDS   | FL   | GP   | Votantes |
| ------------ | ----- | ----- | ----- | ----- | ---- | ---- | -------- |
| Fuseta       | 39,15 | 24,68 | 15,79 | 12,21 | 7,43 | 0,73 | 1 537    |
| Moncarapacho | 57,39 | 19,25 | 11,07 | 6,16  | 5,50 | 0,63 | 3 105    |
| Olhão        | 44,74 | 24,56 | 13,52 | 8,66  | 7,48 | 1,04 | 6 691    |
| Pechão       | 47,65 | 21,26 | 13,64 | 9,12  | 7,71 | 0,62 | 1 155    |
| Quelfes      | 46,06 | 23,26 | 12,31 | 9,53  | 8,11 | 0,73 | 5 319    |
| Olhão        | 47,03 | 23,05 | 12,94 | 8,82  | 7,33 | 0,82 | 17 807   |

### Portimão
| Candidato               | Candidato               | Votos  | %               |
| ----------------------- | ----------------------- | ------ | --------------- |
|                         | Aníbal Cavaco Silva     | 10 518 | 44,72 / 100,00  |
|                         | Manuel Alegre           | 5 963  | 25,35 / 100,00  |
|                         | Mário Soares            | 3 295  | 14,01 / 100,00  |
|                         | Francisco Louçã         | 2 014  | 8,56 / 100,00   |
|                         | Jerónimo de Sousa       | 1 620  | 6,89 / 100,00   |
|                         | Garcia Pereira          | 112    | 0,48 / 100,00   |
| Votos Inválidos         | Votos Inválidos         | 603    | 2,50 / 100,00   |
| Total                   | Total                   | 24 125 | 100,00 / 100,00 |
| Eleitorado/Participação | Eleitorado/Participação | 39 214 | 61,52 / 100,00  |

| Freguesia          | %     | %     | %     | %     | %    | %    | Votantes |
| Freguesia          | ACS   | MA    | MS    | FL    | JDS  | GP   | Votantes |
| ------------------ | ----- | ----- | ----- | ----- | ---- | ---- | -------- |
| Alvor              | 36,54 | 28,00 | 16,28 | 10,47 | 8,01 | 0,72 | 2 279    |
| Mexilhoeira Grande | 31,24 | 31,35 | 19,87 | 8,87  | 8,02 | 0,64 | 1 945    |
| Portimão           | 46,96 | 24,46 | 13,18 | 8,31  | 6,65 | 0,43 | 19 901   |
| Portimão           | 44,72 | 25,35 | 14,01 | 8,56  | 6,89 | 0,48 | 24 125   |

### São Brás de Alportel
| Candidato               | Candidato               | Votos | %               |
| ----------------------- | ----------------------- | ----- | --------------- |
|                         | Aníbal Cavaco Silva     | 2 345 | 50,27 / 100,00  |
|                         | Manuel Alegre           | 1 118 | 23,97 / 100,00  |
|                         | Mário Soares            | 617   | 13,23 / 100,00  |
|                         | Jerónimo de Sousa       | 294   | 6,30 / 100,00   |
|                         | Francisco Louçã         | 274   | 5,87 / 100,00   |
|                         | Garcia Pereira          | 17    | 0,36 / 100,00   |
| Votos Inválidos         | Votos Inválidos         | 153   | 3,17 / 100,00   |
| Total                   | Total                   | 4 818 | 100,00 / 100,00 |
| Eleitorado/Participação | Eleitorado/Participação | 7 819 | 61,62 / 100,00  |

| Freguesia            | %     | %     | %     | %    | %    | %    | Votantes |
| Freguesia            | ACS   | MA    | MS    | JDS  | FL   | GP   | Votantes |
| -------------------- | ----- | ----- | ----- | ---- | ---- | ---- | -------- |
| São Brás de Alportel | 50,27 | 23,97 | 13,23 | 6,30 | 5,87 | 0,36 | 4 818    |
| São Brás de Alportel | 50,27 | 23,97 | 13,23 | 6,30 | 5,87 | 0,36 | 4 818    |

### Silves
| Candidato               | Candidato               | Votos  | %               |
| ----------------------- | ----------------------- | ------ | --------------- |
|                         | Aníbal Cavaco Silva     | 7 739  | 47,41 / 100,00  |
|                         | Manuel Alegre           | 3 546  | 21,72 / 100,00  |
|                         | Mário Soares            | 2 124  | 13,01 / 100,00  |
|                         | Jerónimo de Sousa       | 1 774  | 10,87 / 100,00  |
|                         | Francisco Louçã         | 1 062  | 6,51 / 100,00   |
|                         | Garcia Pereira          | 78     | 0,48 / 100,00   |
| Votos Inválidos         | Votos Inválidos         | 471    | 1,80 / 100,00   |
| Total                   | Total                   | 16 794 | 100,00 / 100,00 |
| Eleitorado/Participação | Eleitorado/Participação | 27 787 | 60,44 / 100,00  |

| Freguesia                  | %     | %     | %     | %     | %    | %    | Votantes |
| Freguesia                  | ACS   | MA    | MS    | JDS   | FL   | GP   | Votantes |
| -------------------------- | ----- | ----- | ----- | ----- | ---- | ---- | -------- |
| Alcantarilha               | 49,53 | 20,98 | 17,01 | 7,37  | 4,82 | 0,28 | 1 080    |
| Algoz                      | 56,26 | 16,58 | 14,46 | 6,23  | 5,74 | 0,62 | 1 502    |
| Armação de Pêra            | 59,00 | 17,45 | 12,22 | 5,01  | 6,00 | 0,33 | 1 857    |
| Pêra                       | 55,04 | 18,17 | 13,13 | 7,77  | 5,57 | 0,32 | 978      |
| São Bartolomeu de Messines | 47,50 | 22,79 | 12,94 | 10,28 | 6,10 | 0,39 | 4 236    |
| São Marcos da Serra        | 43,58 | 20,66 | 17,22 | 12,32 | 5,43 | 0,79 | 783      |
| Silves                     | 39,28 | 24,75 | 11,95 | 15,98 | 7,43 | 0,61 | 5 408    |
| Tunes                      | 49,35 | 21,49 | 10,48 | 9,29  | 9,07 | 0,32 | 950      |
| Silves                     | 47,41 | 21,72 | 13,01 | 10,87 | 6,51 | 0,48 | 16 794   |

### Tavira
| Candidato               | Candidato               | Votos  | %               |
| ----------------------- | ----------------------- | ------ | --------------- |
|                         | Aníbal Cavaco Silva     | 6 383  | 51,08 / 100,00  |
|                         | Manuel Alegre           | 2 622  | 20,98 / 100,00  |
|                         | Mário Soares            | 1 698  | 13,59 / 100,00  |
|                         | Francisco Louçã         | 944    | 7,55 / 100,00   |
|                         | Jerónimo de Sousa       | 762    | 6,10 / 100,00   |
|                         | Garcia Pereira          | 87     | 0,70 / 100,00   |
| Votos Inválidos         | Votos Inválidos         | 325    | 2,54 / 100,00   |
| Total                   | Total                   | 12 821 | 100,00 / 100,00 |
| Eleitorado/Participação | Eleitorado/Participação | 21 476 | 59,70 / 100,00  |

| Freguesia                        | %     | %     | %     | %     | %     | %    | Votantes |
| Freguesia                        | ACS   | MA    | MS    | FL    | JDS   | GP   | Votantes |
| -------------------------------- | ----- | ----- | ----- | ----- | ----- | ---- | -------- |
| Cabanas de Tavira                | 35,40 | 24,45 | 17,34 | 15,33 | 5,66  | 1,82 | 559      |
| Cachopo                          | 66,98 | 10,07 | 14,74 | 4,29  | 3,36  | 0,56 | 545      |
| Conceição de Tavira              | 43,73 | 24,07 | 15,81 | 6,98  | 8,97  | 0,43 | 722      |
| Luz de Tavira                    | 51,85 | 20,27 | 14,10 | 7,39  | 5,60  | 0,79 | 1 953    |
| Santa Catarina da Fonte do Bispo | 62,88 | 16,67 | 11,84 | 3,98  | 3,98  | 0,66 | 1 093    |
| Santa Luzia                      | 44,23 | 22,43 | 14,20 | 7,86  | 10,77 | 0,51 | 799      |
| Santo Estêvão                    | 47,17 | 20,67 | 17,17 | 5,17  | 8,67  | 1,17 | 620      |
| Tavira (Santa Maria)             | 49,74 | 21,83 | 14,50 | 8,04  | 5,37  | 0,53 | 3 296    |
| Tavira (Santiago)                | 52,16 | 22,25 | 10,76 | 8,06  | 6,10  | 0,67 | 3 234    |
| Tavira                           | 51,08 | 20,98 | 13,59 | 7,55  | 6,10  | 0,70 | 12 821   |

### Vila do Bispo
| Candidato               | Candidato               | Votos | %               |
| ----------------------- | ----------------------- | ----- | --------------- |
|                         | Aníbal Cavaco Silva     | 911   | 37,18 / 100,00  |
|                         | Manuel Alegre           | 723   | 29,51 / 100,00  |
|                         | Mário Soares            | 413   | 16,86 / 100,00  |
|                         | Francisco Louçã         | 201   | 8,20 / 100,00   |
|                         | Jerónimo de Sousa       | 181   | 7,39 / 100,00   |
|                         | Garcia Pereira          | 21    | 0,86 / 100,00   |
| Votos Inválidos         | Votos Inválidos         | 58    | 2,32 / 100,00   |
| Total                   | Total                   | 2 508 | 100,00 / 100,00 |
| Eleitorado/Participação | Eleitorado/Participação | 4 161 | 60,27 / 100,00  |

| Freguesia           | %     | %     | %     | %     | %    | %    | Votantes |
| Freguesia           | ACS   | MA    | MS    | FL    | JDS  | GP   | Votantes |
| ------------------- | ----- | ----- | ----- | ----- | ---- | ---- | -------- |
| Barão de São Miguel | 25,64 | 42,95 | 11,54 | 13,46 | 5,77 | 0,64 | 161      |
| Budens              | 32,21 | 29,14 | 21,23 | 9,95  | 6,44 | 1,02 | 701      |
| Raposeira           | 36,44 | 26,69 | 28,39 | 4,66  | 2,97 | 0,85 | 241      |
| Sagres              | 43,28 | 28,30 | 13,44 | 5,11  | 9,04 | 0,83 | 864      |
| Vila do Bispo       | 37,64 | 29,21 | 13,11 | 10,86 | 8,43 | 0,75 | 541      |
| Vila do Bispo       | 37,18 | 29,51 | 16,86 | 8,20  | 7,39 | 0,86 | 2 508    |

### Vila Real de Santo António
| Candidato               | Candidato               | Votos  | %               |
| ----------------------- | ----------------------- | ------ | --------------- |
|                         | Aníbal Cavaco Silva     | 2 966  | 36,91 / 100,00  |
|                         | Manuel Alegre           | 2 142  | 26,39 / 100,00  |
|                         | Jerónimo de Sousa       | 1 282  | 15,79 / 100,00  |
|                         | Mário Soares            | 1 008  | 12,42 / 100,00  |
|                         | Francisco Louçã         | 653    | 8,04 / 100,00   |
|                         | Garcia Pereira          | 36     | 0,44 / 100,00   |
| Votos Inválidos         | Votos Inválidos         | 116    | 1,41 / 100,00   |
| Total                   | Total                   | 8 233  | 100,00 / 100,00 |
| Eleitorado/Participação | Eleitorado/Participação | 15 052 | 54,70 / 100,00  |

| Freguesia                  | %     | %     | %     | %     | %    | %    | Votantes |
| Freguesia                  | ACS   | MA    | JDS   | MS    | FL   | GP   | Votantes |
| -------------------------- | ----- | ----- | ----- | ----- | ---- | ---- | -------- |
| Monte Gordo                | 31,01 | 22,58 | 24,03 | 14,23 | 7,73 | 0,41 | 1 465    |
| Vila Nova de Cacela        | 41,07 | 26,87 | 9,72  | 14,91 | 6,95 | 0,47 | 1 726    |
| Vila Real de Santo António | 37,21 | 27,33 | 15,47 | 11,04 | 8,51 | 0,44 | 5 042    |
| Vila Real de Santo António | 36,91 | 26,39 | 15,79 | 12,42 | 8,04 | 0,44 | 8 233    |